# Hagsätra centrum

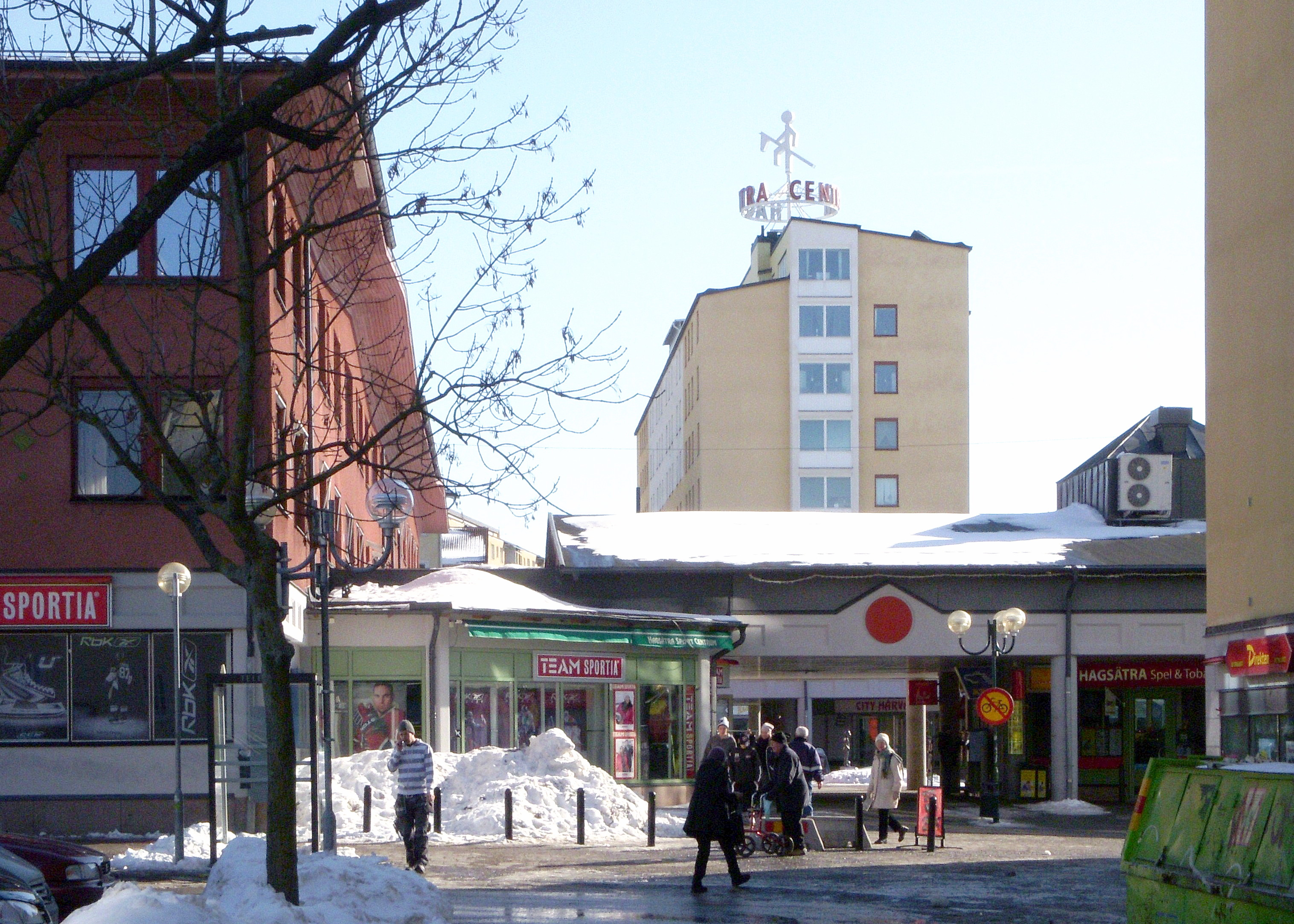
Hagsätra centrum, mars 2011.

Hagsätra centrum är ett förortscentrum beläget i stadsdelen Hagsätra i Söderort inom Stockholms kommun. Bebyggelsen uppfördes under senare delen av 1950-talet och omges av Hagsätra torg. Hagsätra centrum invigdes 1960 efter ett års byggtid, samma år som tunnelbanan till Hagsätra öppnades. Byggkostnaden uppgick till 25 miljoner kronor i dåtidens penningvärde. Hagsätra torg fick sitt namn 1962. Signum för centrumet är ”Barnet med käpphästen” gestaltad som en skulptur i koppar formgiven av Marie Stenqvist. 

## Historik

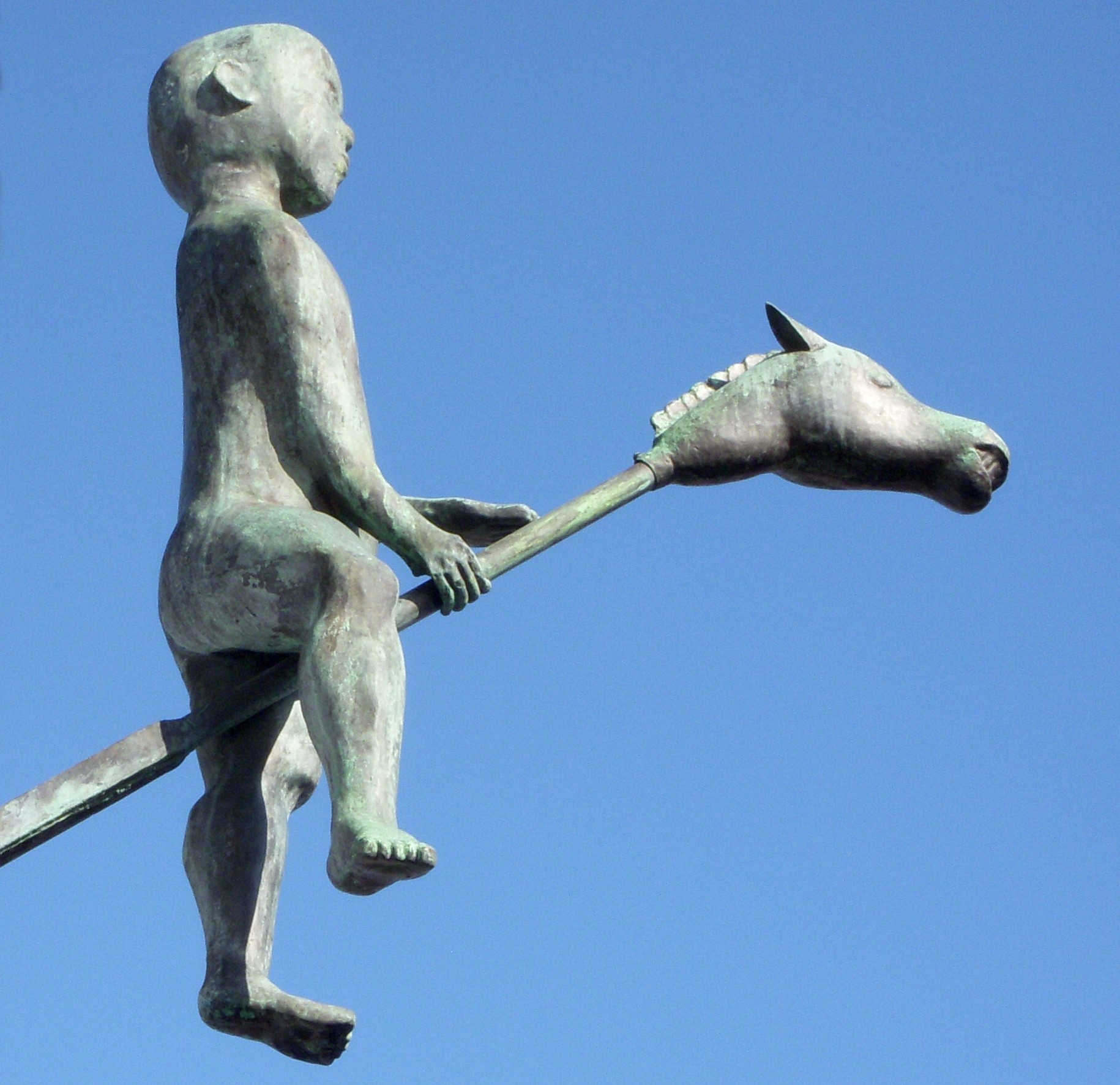
"Käpphästen"

Hagsätra centrum planerades 1957 och uppfördes efter den danskfödde arkitekten Hack Kampmanns ritningar. Gällande utformningen fick Kampmann fria händer och resultatet blev låga fasader av glas, puts och plåt. Han anordnade centrumbebyggelsen grupperad kring en större torgplats; "Hagsätra torg" och placerade en damm i mitten. Kampmann ritade även skivhusen med bostäder som uppfördes i närheten av centrumanläggningen.
Fastighetsborgarrådet Walfrid Frank benämnde Hagsätra centrum såsom ett lugnt, vänligt och mänskligt centrum i vardande, "där arkitekterna har [&] övergivit det himlastormande och återgått till den mänskliga skalan". Frank syftade på de låga centrumbyggnaderna och avsaknaden av, vad som var brukligt vid den tiden, ett landmärke i form av ett högt hus. 
Under torget finns ett större parkeringsgarage, vilket fram till början av 1990-talet även inrymde en bensinstation med verkstad.
I slutet av 1980-talet togs en ny detaljplan fram med syfte att modernisera och komplettera det då relativt slitna förortscentrum. Planen innehöll ett nytillskott på cirka 5700 m² kontorsyta och cirka 1900 m² butiksyta. Huvudsakligen anordnades nytillskottet till nya 3-4 våningars överbyggnader över torget. I samband med den nya bebyggelsen revs butikslokalerna på torget.
Numera finns det vanliga centrumutbudet av butiker samt serviceinrättningar som apotek, vårdcentral, och bibliotek. I södra hörnet av torget ligger Hagsätra kyrka (tidigare Hagsätra kapell) tillhörande Vantörs församling, inrymd i byggnaden som ursprungligen uppfördes för biograf Focus (invigd 1960), ritad av Kampmann. Kapellet invigdes 1992 efter ombyggnation efter ritningar av arkitekt Helena Tallius Myhrman. Bioverksamheten i den vid ombyggnationen kraftigt minskade biosalongen upphörde år 2005.

## Bilder

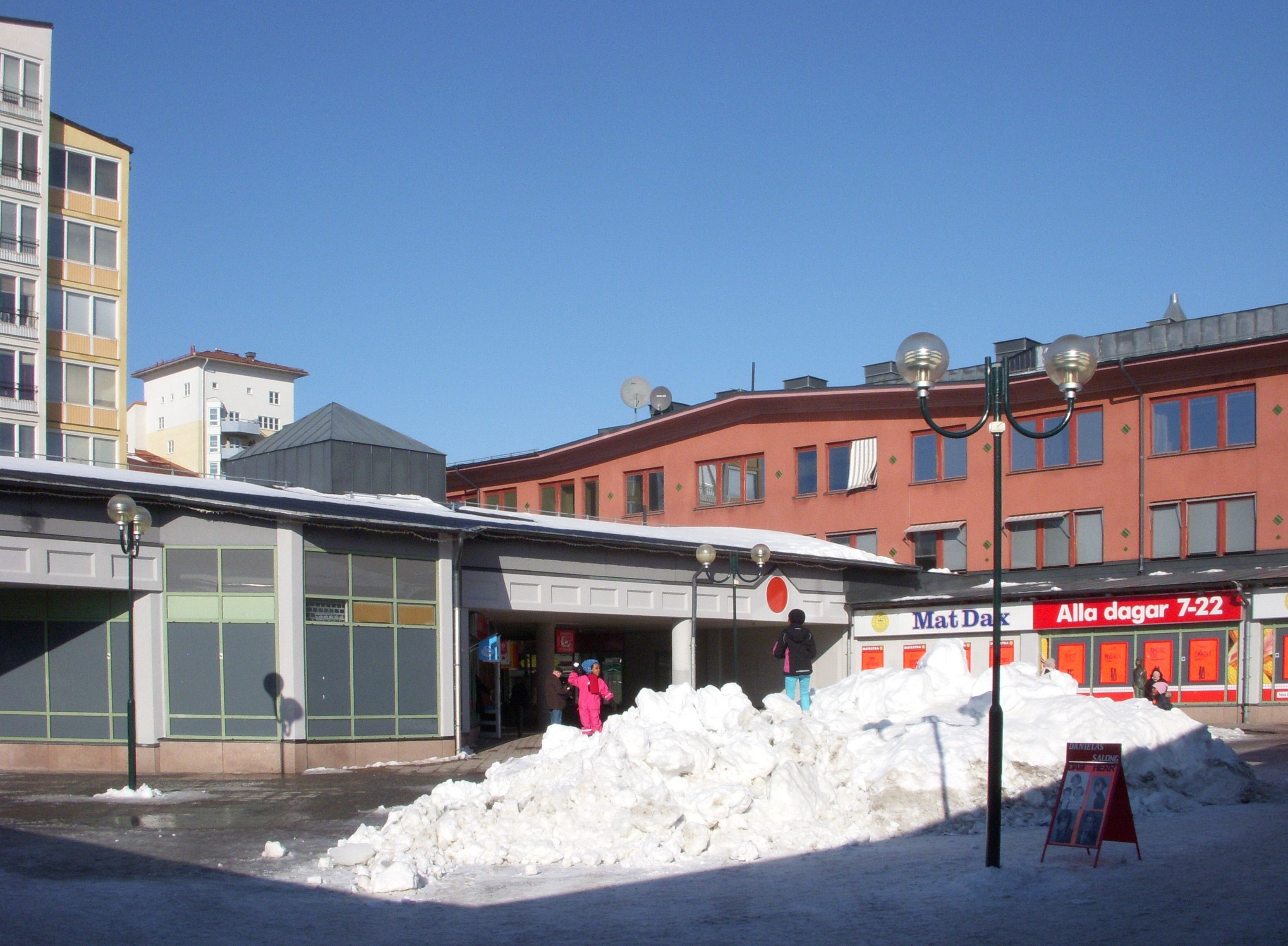
Hagsätra torg
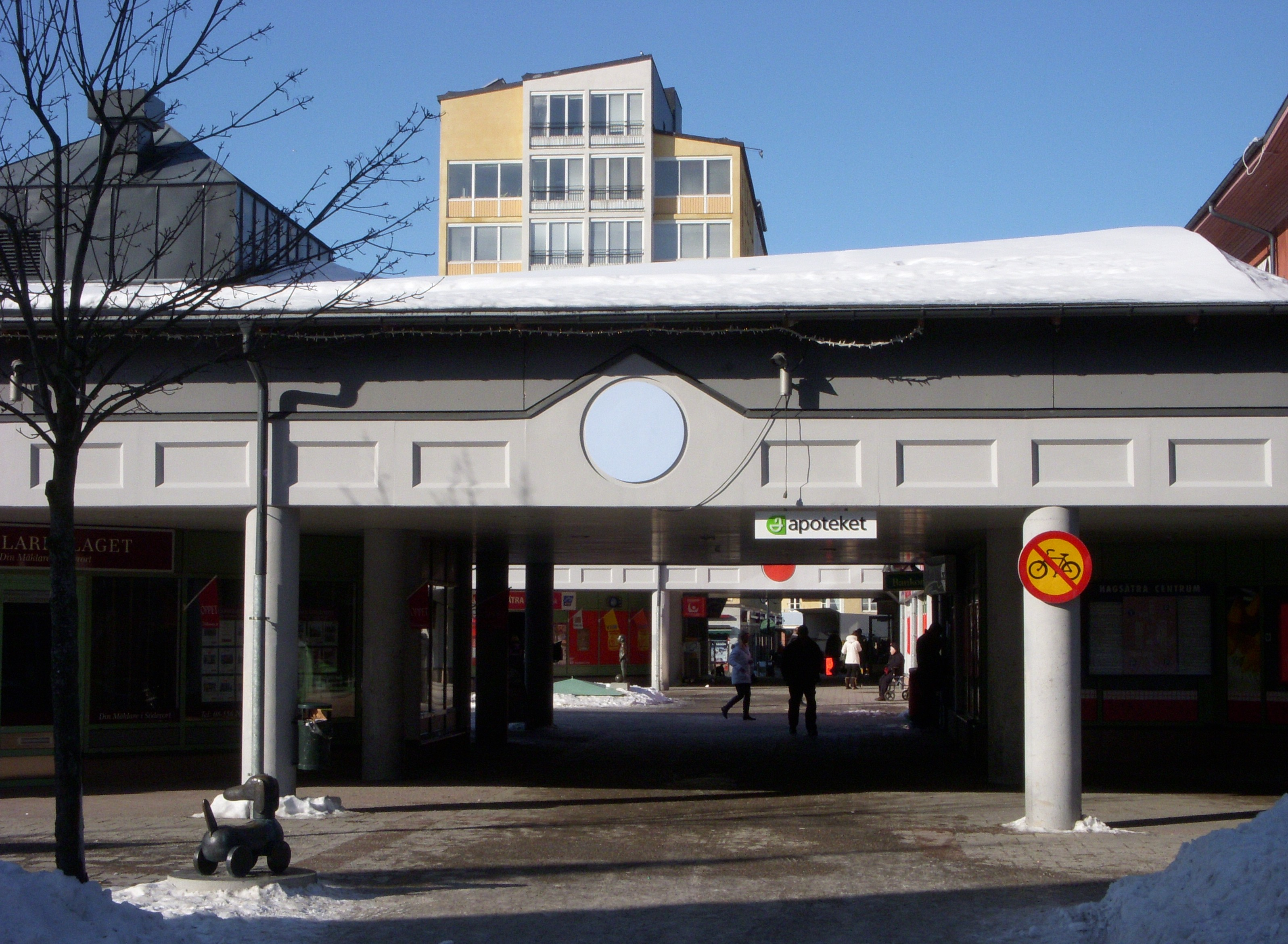
Hagsätra torg
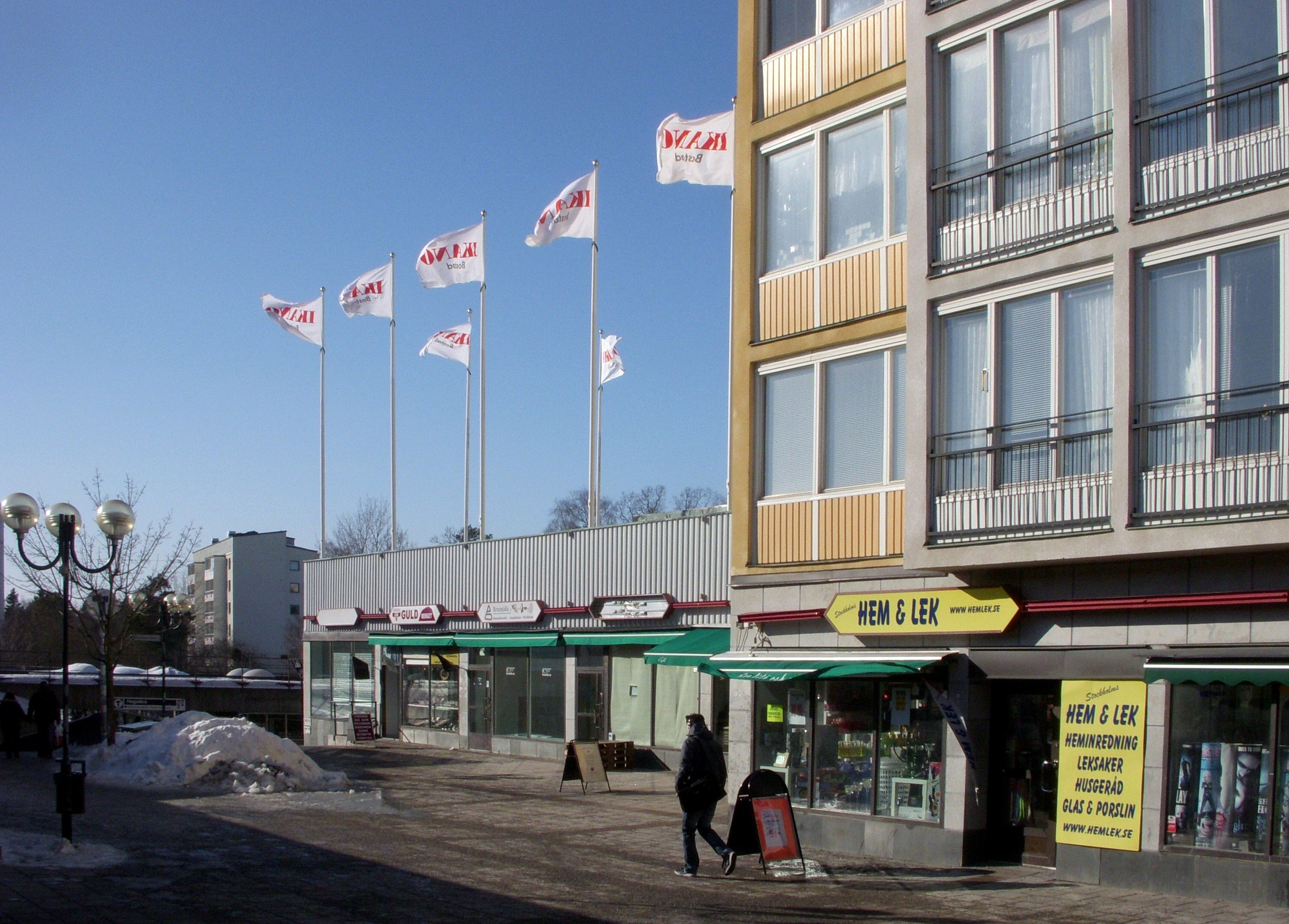
Hagsätra torg
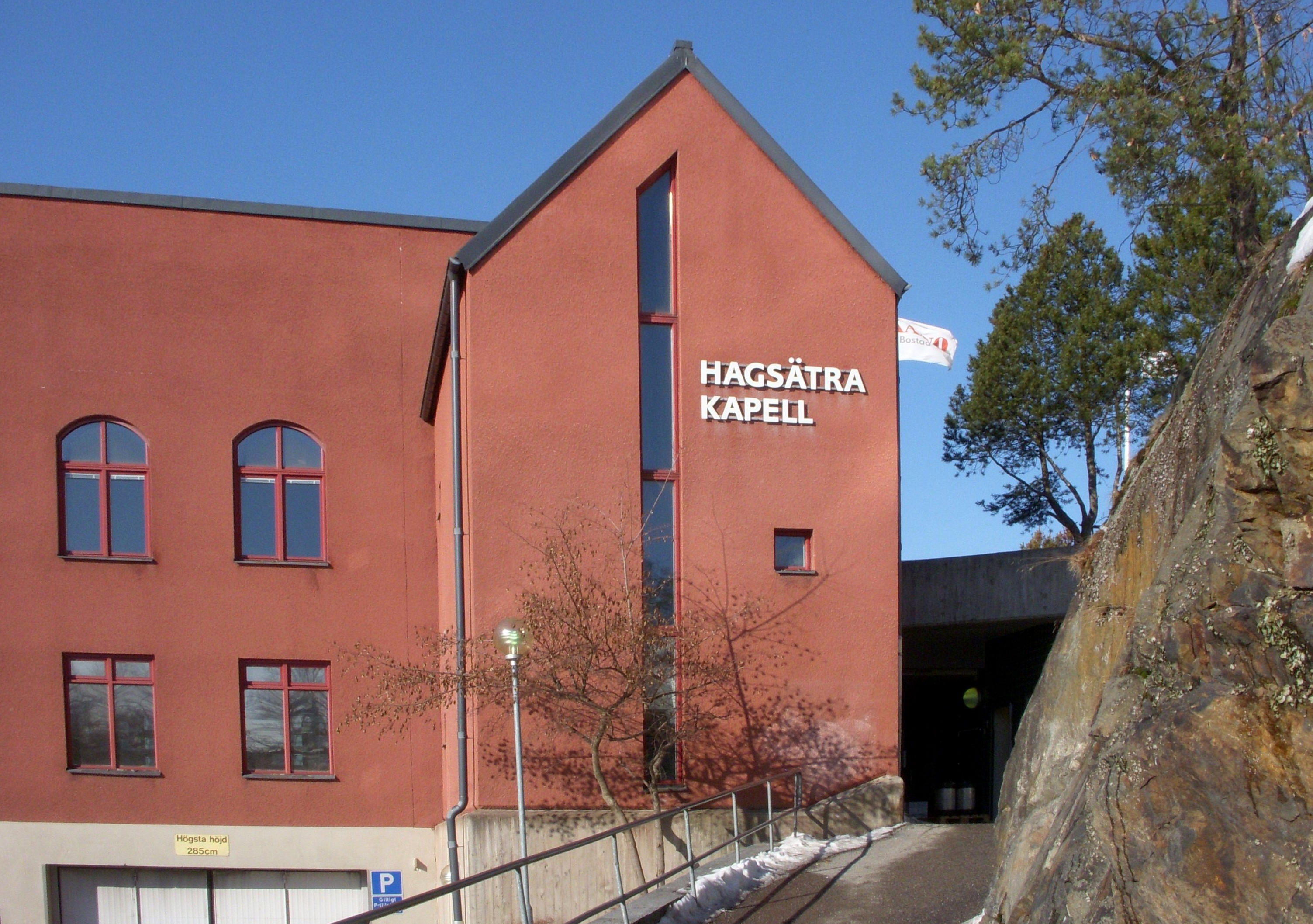
Hagsätra kapell (f.d. biograf Focus)